# تشاراك
تشاراك  هو معجنات تركية من أصول عثمانية . 

## أصل وتأصيل
تجد أصول هذه المعجنات بين أسوار مدينة الجزائر. تم اختراعها للاحتفال بيوم عيد الفطر، وبالتالي اسمه يأتي من الدارجة الجزارية، شْرق الهلال.

## تشكيلة
لدى الجزائر تشكيلة متنوعة جدا من "تشاراك"، والأكثر شهرة منها:
- تشاراك المسكر، يصنع في الأساس من عجينة اللوز، المعطرة بماء زهر البرتقال، وكما يوحي اسمه، رشة غربال مدقوق السكر للزيين في النهاية.
- تشاراك عريان، يأتي جاف، لا يزين كغيره من التشاراك مع شكل محدد يشبه الكرواسون. مع هذا، غالبا ما يزين هذا النوع باللوز المسحوق أو المدبب والفستق ونادرا بجوز الهند.
- تشاراك معسل، كما يوحي اسمه، يغمس هذا الشكل من التشاراك بعد طهيه في شراب العسل.
- تشاراك نقاش، غالبا ما يكون محشو بالتمر، ثم يزين بزخرفة باستعمال نفاش العجين.
- تشاراك مطلي "قلاسي"، كما غيرها من التشاراك، ولكن بزينة أكثر جمالية. بعد الطهي، يطلى على الفور بطلاء سكري. الطلاء يأتي بمختلف الألوان ويتزين بمختلف الأشكال والأنماط (الزهور، لمعان، شرائط...).

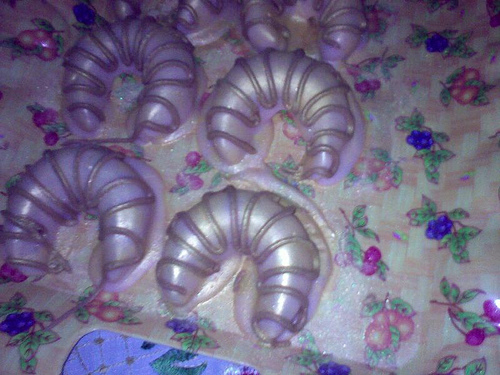
تشاراك مطلي "قلاسي"

## استهلاك
يحظى تشاراك بشعبية كبيرة خلال عيد الفطر، أيضا في المناسبات مثل الختان، وحفلات الزفاف، والولادة...